# Bungalow

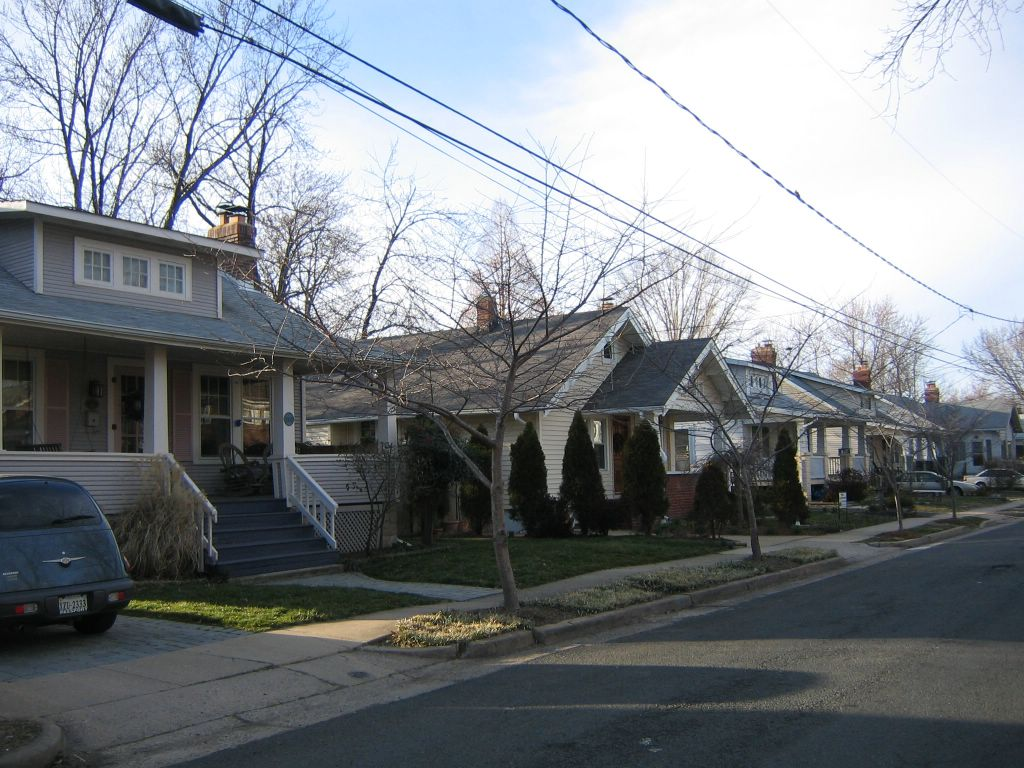
Rangée de bungalows, dans un quartier d'Alexandria (Virginie), en banlieue de Washington.

Le bungalow est une maison unifamiliale de plain-pied, très populaire dans les banlieues d'Amérique du Nord.

## Histoire

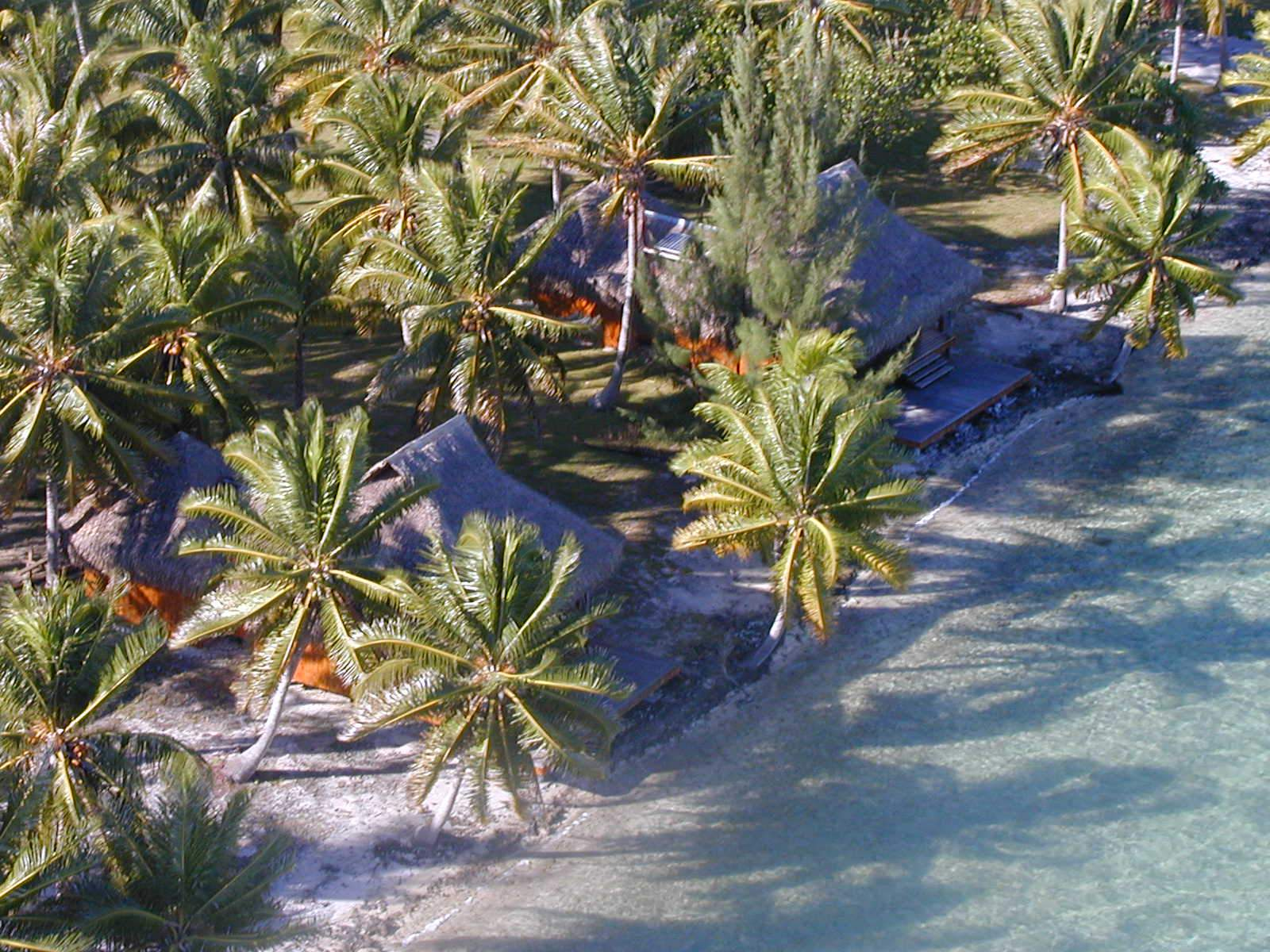
Bungalows à Tahaa.

Le terme vient d'Inde, de la langue gujarati બંગલો, baṅgalo, via le hindi बंगला, baṅglā. Le français l'a emprunté à l'anglais. À l'origine, le terme désigne une habitation traditionnelle construite en bois.
Les Néerlandais l'appellent bangaelaer et les Britanniques bungalow, qui découvrent cette forme d'habitation dans leurs colonies. Connoté d'exotisme, le terme se popularise en lien avec la villégiature, au début du XXe siècle. 
Le bungalow moderne est un type d'habitation pratique pour son propriétaire, dans la mesure où toutes les parties habitables de la résidence sont situées sur le même étage ; il peut donc être facilement converti de manière à le rendre accessible pour les personnes se déplaçant en chaise roulante. Il est habituellement muni d'une grande véranda et construit en série dans des développements immobiliers situés à proximité d'axes de communication importants et de services de proximité (écoles, centres commerciaux, parcs, etc.). 

## En France
En France, un bungalow correspond surtout à un petit hébergement souvent temporaire tel que les baraques de chantier, ou les petits habitats touristiques utilisés habituellement pour les vacances, par exemple dans les campings.

## Bungalow sur l'eau
Les bungalows sur l'eau sont une forme d'hébergement touristique (essentiellement haut de gamme) inspirée des maisons traditionnelles sur pilotis d'Asie du Sud et de l'océan Pacifique,,. Les premiers bungalows sur l'eau ont été construits sur l'île de Raiatea en Polynésie française en 1967 par trois hôteliers américains, Jay Carlisle, Donald McCallum et Hugh Kelly. 
Ils voulaient attirer les touristes à Raiatea et dans leur hôtel, mais il n'y avait pas de véritables plages sur l'île. Pour surmonter cet obstacle, ils ont décidé de construire des chambres d'hôtel directement sur l'eau à l'aide de grands poteaux en bois. Ils ont appelé ces structures des bungalows sur l'eau, qui ont connu un succès immédiat. 
Leur diffusion serait beaucoup plus importante si ce n'était que les bungalows sur l'eau ont besoin de certaines conditions pour être structurellement viables, c'est-à-dire que l'eau autour d'eux doit être très calme à tout moment,. Idéalement, c'est le type d'eau que l'on trouve dans les lagons et les atolls des Maldives ou de Bora-Bora, ou au moins dans une baie extrêmement abritée. C'est pourquoi, malgré leur popularité, ils restent une nouveauté pour les touristes.
Dans les années 70, le tourisme en Polynésie française et dans les îles du Pacifique était en plein essor, et les bungalows sur l'eau, parfois appelés à l'époque "villas sur l'eau", étaient devenus synonymes de la région. Ils sont parfaits pour les voyageurs en lune de miel. Cette nouvelle tradition s'est rapidement répandue dans de nombreuses autres régions d'Asie, les Maldives en étant le meilleur exemple, et dans d'autres parties du monde, y compris, au cours des vingt dernières années, dans de nombreuses régions des Caraïbes. 
Le premier centre de villégiature avec bungalows sur l'eau du Mexique a ouvert ses portes en 2016.